# 古竹镇
古竹镇，是中华人民共和国广东省河源市紫金县下辖的一个乡镇级行政单位。2019年被评为中国文化百强镇。

## 行政区划
古竹镇下辖以下地区：
古竹社区、留洞村、蓼坑村、四维村、水东村、槎岭村、平渡村、新围村、上联村、雁头村、吉安村、下洞村、上洞村、榴坑村、双坑村、雅色村、孔埔村、榄溪村和潮沙村。